# 和田球蛛
和田球蛛（学名：Theridion hotanensis）为球蛛科球蛛属的动物。在中国大陆，分布于新疆等地，常栖息于农田、果园草丛中。该物种的模式产地在新疆。